# Кротч, Джордж Роберт
Джордж Роберт Кротч (англ. George Robert Crotch; 1842—1874) — британский энтомолог, специализировавшийся на жесткокрылых. Внук английского композитора и органиста Уильяма Кротча. Собирал насекомых в Европе и Северной Америке. Скончался от туберкулёза в возрасте 32 лет.
Автор нескольких книг, включая Checklist of the Coleoptera of America (1873) и A revision of the Coleopterous family Coccinellidae (1874). Часть его коллекции насекомых находится в Британском Музее, другая часть — в Кэмбриджском университетском зоологическом музее. Кротч посылал жуков Чарльзу Дарвину, заслужив положительный отзыв последнего.